# Анкесенамон
Анкесенамон (Она која живи за славу Амона) је била египатска краљица, жена фараона Тутанкамона, и једна од шест ћерки фараона Ехнатона и краљице Нефертити. Рођена је 1348. године п. н. е. као Анкхесепатон, а њена промена имена касније, произилази из промене тадашњих верских прилика у древном Египту. Након смрти њене мајке, укида се култ Атона, и Амон је поновно проглашен за врховно египатско божанство.
Анкесенамон је рођена четврте године Ехнатонове владавине, што се види на доста сачуваних портрета који приказују Ехнатона и Нефертити са кћерима.
У фебруару 2010. године, истраживања су утврдила да је Анкесенамон једна од две краљевске мумије из гробнице KV 21.

## Живот
Ова краљица је рођена у једном од најбурнијих периода египатске историје. Њени родитељи, запамћени су по великим реформама које су спровели. Одрекли су се свих староегипатских божанстава, у корист бога Атона, који је био представљан сунчевим диском (одатле атон у првобитном краљичином имену). Подигли су сопствену престоницу, Амарну, иако је вековима Теба била центар старог Египта.
Као једна од три сениорске принцезе, Анкесенамон је имала извесне функције и учествовала је у бројним државним пословима.
Убрзо након Ехнатонове смрти, престо наслеђује његов син Тутанкамон, којег венчавају са његовом полусестром Анкесенамон. Иако у Тутанкамоновом гробу не постоје слике или рељефи који би доказали било какву везу између њега и Анкесенамон, сматра се да су имали две ћерке. Млади краљ је умро у деветој години своје владавине, када је имао осамнаест година. Анкесенамон се потом удаје за свог деду, великодостојника Аја. Иако је у његовој гробници приказана Теј, његова прва жена (која је умрла убрзо после крунисања свог мужа), прстен који је нађен на великодостојниковој руци сведочи о томе да је он за нову краљицу узео своју унуку.

## Занимљивости
У Хатуши, главном граду Хетитске државе, нађено је писмо египатске краљице из периода Амарне, упућено краљу Супилулијумасу Првом, у коме пише:
Мој муж је умро, а ја немам сина. За тебе кажу да имаш доста синова. Могао би да ми даш једног од њих за супруга, пошто не бих желела да неко од мојих потчињених буде мој муж! ... Уплашена сам...
Још увек није утврђен идентитет краљице која је ово написала, а сумња се на Нефертити, Меритатон и Анкесенамон. Највероватније је да је то учинила ова последња, јер после смрти њеног мужа није постојао наследник Египта.
До скоро се сматрало да је Ај умешан у смрт Тутанкамона, али је недавно откривено да је млади фараон умро од маларије.
Анкесенамон је веома заступљена у популарној култури. Многи романи (попут Нефертити од Мишел Моран) реконструишу њен живот, а приказана је и у неколико филмова, од којих је свакако најпознатији Мумија, где се њено име изговара као Анк-су-намон, а игра је Патрисија Веласкез.